# 韋爾比夫卡 (喬爾特基夫區)
48°45′16″N 26°14′0″E / 48.75444°N 26.23333°E
韋爾比夫卡（烏克蘭語：Вербівка），是烏克蘭的村落，位於該國西部捷爾諾波爾州，由喬爾特基夫區負責管轄，處於茲布魯奇河畔，分別距離皮德皮利皮亞1公里和扎盧奇亞1.5公里，面積0.67平方公里，海拔高度175米，2001年人口239。